# Brachiosphaera jamaicensis
Brachiosphaera jamaicensis är en svampart som först beskrevs av J.L. Crane & Dumont, och fick sitt nu gällande namn av Nawawi 1976. Brachiosphaera jamaicensis ingår i släktet Brachiosphaera och familjen Aliquandostipitaceae.   Inga underarter finns listade i Catalogue of Life.